# Regione di Madre de Dios
Madre de Dios è una regione del Perù che ha come capoluogo Puerto Maldonado.
È attraversata dal fiume omonimo.

## Geografia antropica

### Suddivisioni amministrative
La regione è suddivisa in tre province che sono composte di 10 distretti. Le province, con i relativi capoluoghi tra parentesi, sono:
- Manu (Salvación)
- Tahuamanu (Iñapari)
- Tambopata (Puerto Maldonado)